# Arthur Palmer
Arthur Nottage Palmer (South Kensington, 14 settembre 1886 – Yattendon, 27 novembre 1973) è stato un tennista britannico.
Ha partecipato, nella specialità della pallacorda (o "jeu de paume"), alle Olimpiadi di Londra del 1908, dove perse nei quarti di finale contro Arthur Page.